# Mereni, Cimișlia
Mereni este un sat din componența comunei Albina din raionul Cimișlia Republica Moldova.

## Istorie
Satul Mereni a fost menționat documentar în anul 1892. Denumirea satului aparține de la o fiică de boier cu numele de Meroni.

## Geografie
Satul are o suprafață de circa 0,57 kilometri pătrați, cu un perimetru de 4,19 km. Localitatea se află la distanța de 25 km de orașul Cimișlia și la 57 km de Chișinău.

## Demografie

### Structura etnică
Structura etnică a localității conform recensământului populației din 2004 populația satului constituia 205 oameni, dintre care 51,72% - bărbați și 48,28% - femei.:
| Grup etnic                    | Populație | % Procentaj |
| ----------------------------- | --------- | ----------- |
| Băștinași declarați Moldoveni | 802       | 98,28%      |
| Ucraineni                     | 9         | 1,10%       |
| Găgăuzi                       | 1         | 0,12%       |
| Bulgari                       | 1         | 0,12%       |
| Alții                         | 3         | 0,37%       |
| Total                         | 816       |             |